# Dylan Collins
Dylan Collins (né en 1980) est un fondateur de société irlandaise de logiciels et un investisseur technologique.

## Biographie
En 2003, Collins a cofondé de la société Demonware, la nouvelle entreprise de logiciels de jeux d'acteur, qui a été vendue à Activision en 2007 . En 2007, Collins a fondé Jolt Online, qui a été vendu à GameStop en 2009. En 2013, Collins a fondé SuperAwesome, une société qui construit une infrastructure pour gérer et utiliser les données des enfants sur Internet, où il reste en tant que PDG. La société a levé un investissement de 7 millions de dollars en juin 2015 ,. En 2017, Sky News a annoncé que la société a levé 20 millions de livres sterling supplémentaires.
Collins est régulièrement cité dans les médias au sujet de l'application de la loi sur la protection de la vie privée en ligne des enfants aux sociétés de technologie et du problème général du consentement parental requis pour les jeux et les applications qui ciblent les enfants,,.